# Cleora eumelana
Cleora eumelana là một loài bướm đêm trong họ Geometridae.